# Course de côte Saint-Jean-du-Gard - Col Saint-Pierre

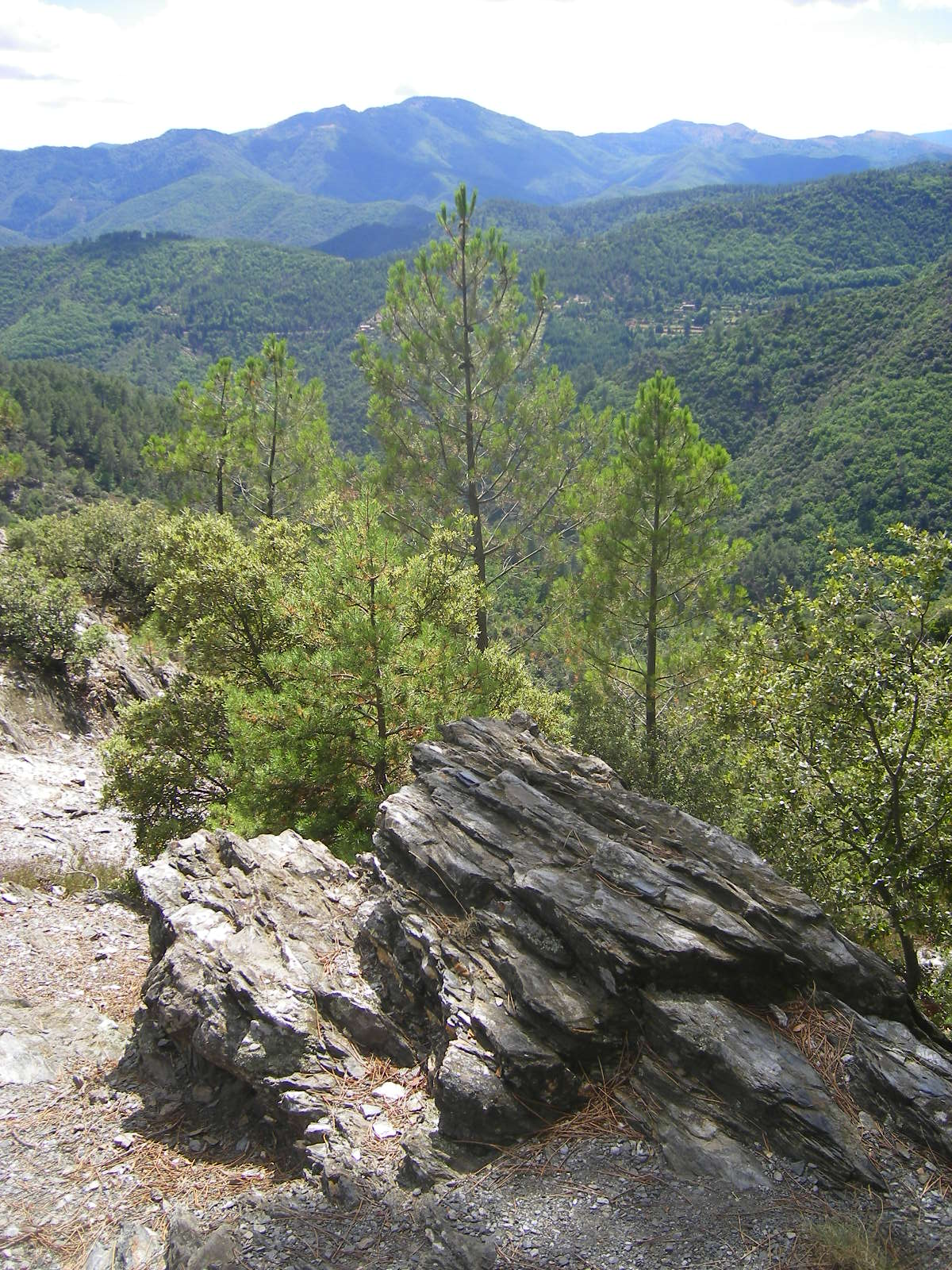
Vue du col Saint-Pierre.

La Course de côte Saint-Jean-du-Gard - Col Saint-Pierre est une compétition automobile organisée par l'ASA Alès (comité Languedoc-Roussillon) dans la corniche des Cévennes (D 907) durant trois jours à la mi-avril en début de championnats (2e manche française, et 1re européenne).

## Histoire
Elle débute en 1972, grâce aux travaux d'équipement et de voirie entrepris en 1970 par le père de Daniel Rouveyran. L'année suivante, elle est déjà inscrite au calendrier du championnat de France.
Sur un parcours d'un peu plus de 5 kilomètres (raccourci de plus de 1 000 mètres par manque de place au départ en 1980), le premier tiers est une succession de virages en épingles avant d'aboutir au Plateau par de larges courbes à mi-parcours, puis d'enchaîner les accélérations et décélérations jusqu'à la ligne d'arrivée.
Le dénivelé est de 329 mètres, avec une moyenne de 125 concurrents (185 en 2003) et de 3 000 spectateurs par an au début des années 2010.
De 1995 à 2001, l'épreuve fait partie du Challenge Européen FIA, 10 ans avant d'être acceptée dans le championnat européen en 2011.
En 2014, la course de côte du Mont-Dore disparaît du championnat continental, au profit désormais de la seule côte Saint-Jean-du-Gard - Col Saint-Pierre attribuée à la France, le règlement FIA n'autorisant plus qu'une seule représentation par état pour les 12 compétitions de la saison.
Une version "historique" de cette épreuve existe depuis 2007, pour véhicules VHC.

## Palmarès

### Championnat d'Europe
- 2015:  Simone Faggioli, sur Norma M20 FC (2 min 19 s 545);
- 2014:  Simone Faggioli, sur Norma M20 FC (2 min 20 s 425);
- 2013:  Simone Faggioli, sur Osella FA 30-Zytek (2 min 23 s 704);
- 2012:  Simone Faggioli, sur Osella FA 30-Zytek (2 min 24 s 146);
- 2011 (première édition):  Simone Faggioli, sur Osella FA 30-Zytek (2 min 23 s 548 - record en course);

### Championnat de France
- 2015: Nicolas Schatz, sur Norma M20 FC;
- 2014: Nicolas Schatz, sur Norma M20 FC;
- 2013: Sébastien Petit, sur Reynard 95D Mugen;
- 2012 (40e édition de la course): Nicolas Schatz, sur Reynard 99 nippone;
- 2011: Nicolas Schatz, sur Lola T94-50;
- 2010: Nicolas Schatz, sur Lola T94-50 (2 min 24 s 594, record en course);
- 2009: Lionel Régal, sur Reynard Kl F3000 nippone;
- 2008: Lionel Régal, sur Reynard 99 nippone F3000 1KL;
- 2007: Sébastien Petit, sur Reynard 95 F3000 2KL;
- 2006: Lionel Régal, sur Reynard 95 F3000;
- 2005: Bernard Chambérod, sur Reynard 92D F3000;
- 2004: Bernard Chambérod, sur Reynard 92D F3000 (2 min 25 s 030 - record en course durant 6 ans);
- 2003: Bernard Chambérod, sur Reynard 92D F3000;
- 2002: Épreuve annulée (inondations)
- 2001: Bernard Chambérod, sur Reynard 92D F3000;
- 2000:  Fabio Danti, sur Osella PA20S;
- 1999: Daniel Boccard, sur Martini Mk 69;
- 1998: Daniel Boccard, sur Martini Mk 69;

...
- 1993: Daniel Boccard

...
- 1979: Guy Fréquelin, sur Martini Mk 25;

...